# Мушта, Владимир Гордеевич
Владимир Гордеевич Мушта (5 июля 1924 — неизвестно) — советский футболист, игравший на позиции нападающего.

## Карьера
Играл за «Сталь» (сейчас называется «Днепр») из Днепропетровска, «Динамо» из Киева и «Динамо» тоже из Днепропетровска. Провёл 2 матча за «Динамо» в рамках чемпионата СССР 1949.
В 1962 году был главным тренером днепропетровского «Авангарда», выигравшего в тот год Кубок Украинской ССР среди КФК.

## Личная жизнь
Жил в Днепропетровске на улице Прогрессивная.